# Adriana Carabalí
Adriana Carabalí Zapata (Cali, siglo XX) es una contadora y política colombiana que fue designada el 5 de mayo de 2012 por el presidente Juan Manuel Santos gobernadora del Valle del Cauca. 
Antes de ser designada como gobernadora, Carabali trabajó 18 años en la gobernación y era la subsecretaria de contabilidad de la secretaría de hacienda departamental.